# Giải tích Fourier

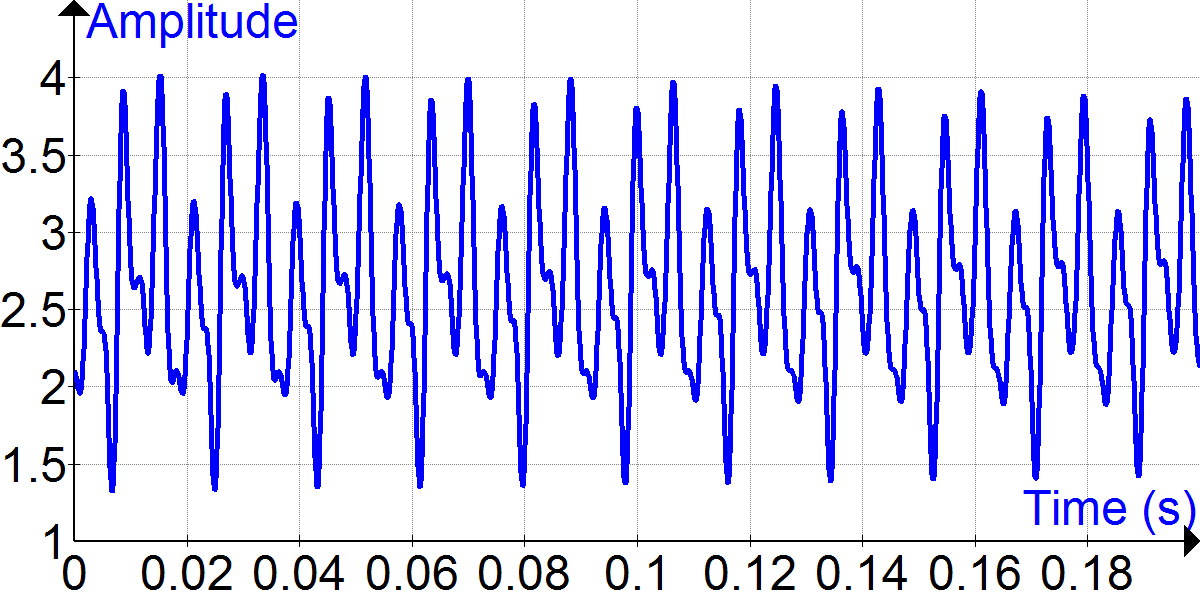
Tín hiệu thời gian guitar bass của chuỗi mở nốt La (55 Hz).

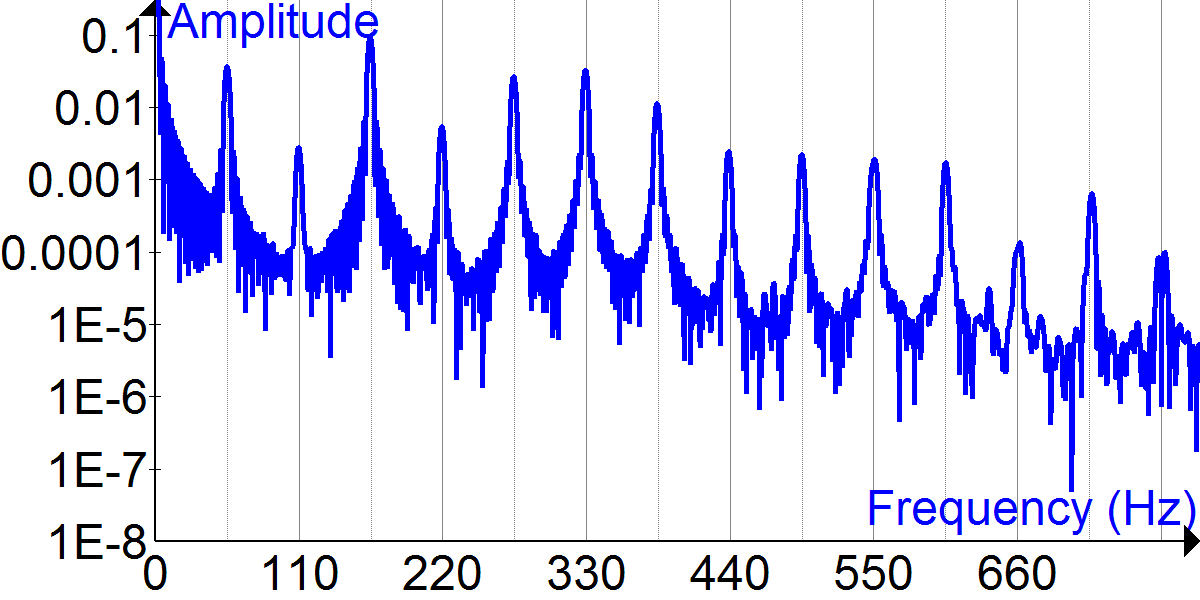
Biến đổi Fourier của tín hiệu thời gian guitar bass của chuỗi mở Một nốt (55 Hz). Phân tích Fourier cho thấy các thành phần dao động của tín hiệu và hàm.

Trong toán học, giải tích Fourier (/ˈfʊrieɪ, -iər/) là việc nghiên cứu cách tổng quát các hàm số có thể được đại diện hoặc xấp xỉ bằng tổng của các hàm lượng giác đơn giản hơn. Phân tích Fourier phát triển từ nghiên cứu về chuỗi Fourier, và được đặt theo tên của Joseph Fourier, người đã cho thấy có thể việc diễn đạt một hàm như một tổng của các hàm lượng giác sẽ đơn giản hóa rất nhiều nghiên cứu về truyền nhiệt.
Ngày nay, chủ đề giải tích Fourier bao gồm một phổ rộng của toán học. Trong khoa học và kỹ thuật, quá trình phân rã hàm thành các thành phần dao động thường được gọi là phân tích Fourier, trong khi hoạt động xây dựng lại hàm từ các phần này được gọi là tổng hợp Fourier. Ví dụ: việc xác định thành phần tần số nào có trong một nốt nhạc sẽ liên quan đến việc tính toán biến đổi Fourier của nốt nhạc được lấy mẫu. Sau đó, người ta có thể tổng hợp lại âm thanh tương tự bằng cách bao gồm các thành phần tần số như được phân tích trong giải tích Fourier. Trong toán học, thuật ngữ giải tích Fourier thường đề cập đến nghiên cứu của cả hai hoạt động.
Quá trình phân tích thành các hàm này cũng được gọi là biến đổi Fourier. Đầu ra của nó, biến đổi Fourier, thường được đặt tên cụ thể hơn, phụ thuộc vào miền và các thuộc tính khác của hàm được chuyển đổi. Hơn nữa, khái niệm ban đầu về phân tích Fourier đã được mở rộng theo thời gian để áp dụng cho các tình huống chung và trừu tượng hơn, và lĩnh vực chung thường được gọi là phân tích hài hòa. Mỗi biến đổi được sử dụng để phân tích (xem danh sách các biến đổi liên quan đến Fourier) có một biến đổi nghịch đảo tương ứng có thể được sử dụng để tổng hợp.